# Музей історії польських євреїв Полін
Музе́й істо́рії по́льських євре́їв (пол. Muzeum Historii Żydów Polskich) — музей, розташований в центрі Варшави, Польща, розповідає про багатовікову історію євреїв у Польщі
Музей розташований у будівлі, побудованій у 2009—2013 рр. за проєктом фінських архітекторів на чолі з Райнером Махламякі. Проєкт отримав приз на міжнародному архітектурному конкурсі у 2005 році. Музей почав свою діяльність у новому приміщенні у квітні 2013 року, постійна експозиція була відкрита в жовтні 2014 року.
У вересні 2014 року музей додав до своєї назви слово «Полін» («Польща» на івриті), посилаючись на легенду про появу на землях перших польських євреїв.

## Архітектура

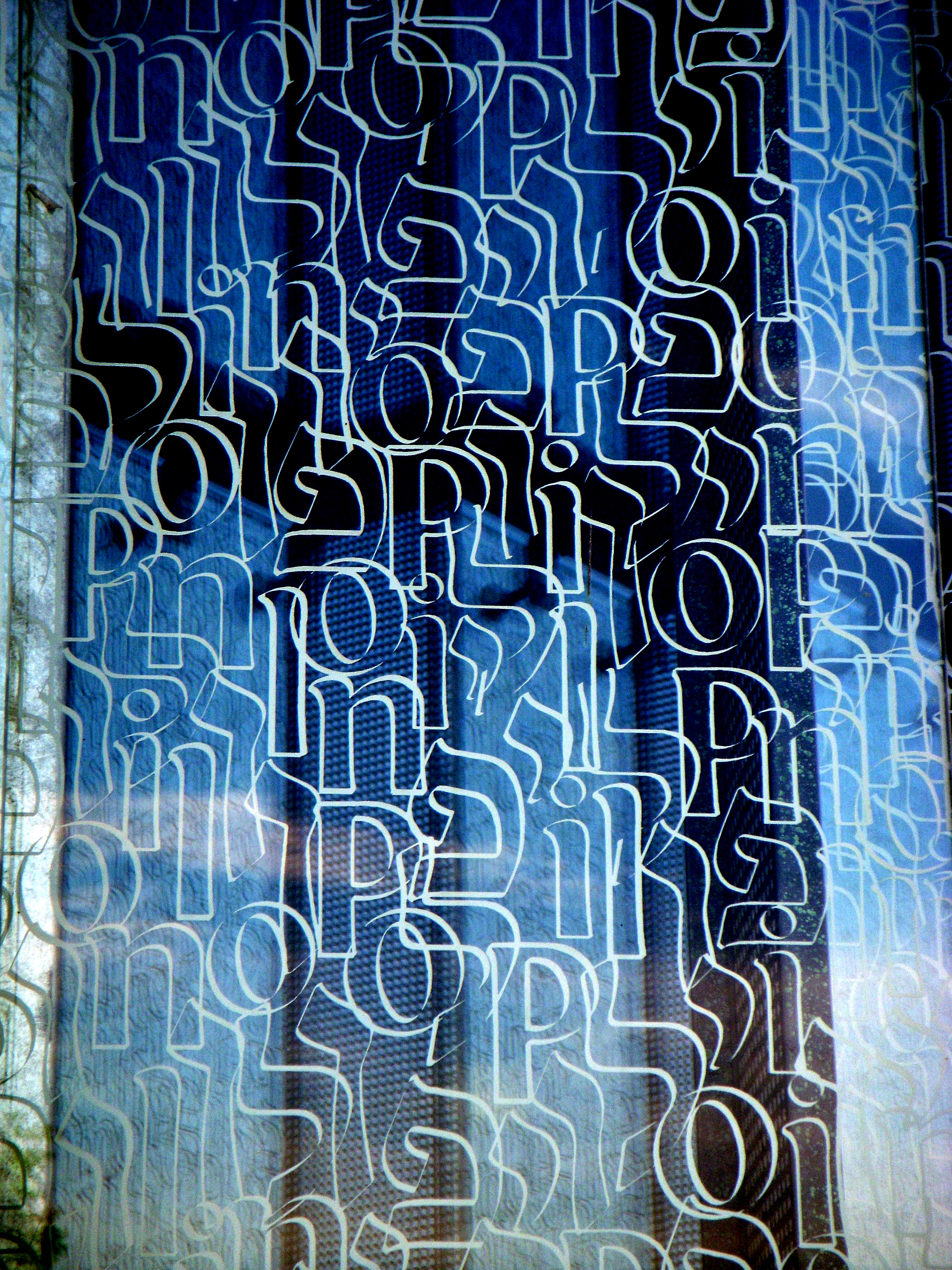
Літери на фасаді на латинській мові та івриті

Музей історії польських євреїв розмістився на території колишнього єврейського гетто (неподалік від монумента жертвам Голокосту). Триповерхова багатофункціональна будівля має загальну площу 18 300 м². У 2005 році муніципалітет міста Варшави спільно з Міністерством культури Польщі та Асоціацією інституту єврейської культури оголосив конкурс на найкращий проєкт культурного центру. Фінському бюро Lahdelma & Mahlamäki Architects, майбутнім переможцям конкурсу, на фінальному етапі довелося конкурувати з 11 архітектурними студіями серед яких Studio Daniel Libeskind, Kengo Kuma & Associates, Zvi Hecker Architects, Peter Eisenman Architects, David Chipperfield Architects. Однак журі вибрали спільний проєкт Lahdelma & Mahlamäki Architects та місцевої фірми Kuryłowicz & Associates.
Будівництво музею розпочалось у липні 2009 року, а завершилось у травні 2013 року.
Споруда прямокутна в плані має великі світлові прорізи в фасадах, ліхтарі (один з них структурний, кутовий) і характеризується значною площею скління, виконаного з кольорового ламінованого скла, що прикрашене шовкографічним патерном. Малюнок зовнішніх поверхонь музею був розроблений під керівництвом польської художниці Клементини Янкевич. Як декоративний елемент архітектори використовували мідні пластини, із нанесеними на них графічними знаками (текстами латинською мовою та івриті).
Парадний вхід створений у вигляді косого глибокого розлому, що доходить до верхньої крайки. Головний хол нагадує каньйон, розмитий в гірській породі бурхливою річкою. Він проходить через усю будівлю в поперечному напрямку, утворюючи стіни подвійної кривини, облицьовані, як і підлога, травертином. Всього внутрішній простір музею має 8 виставкових залів загальною площею понад 4000 м² із мультимедійним обладнанням.

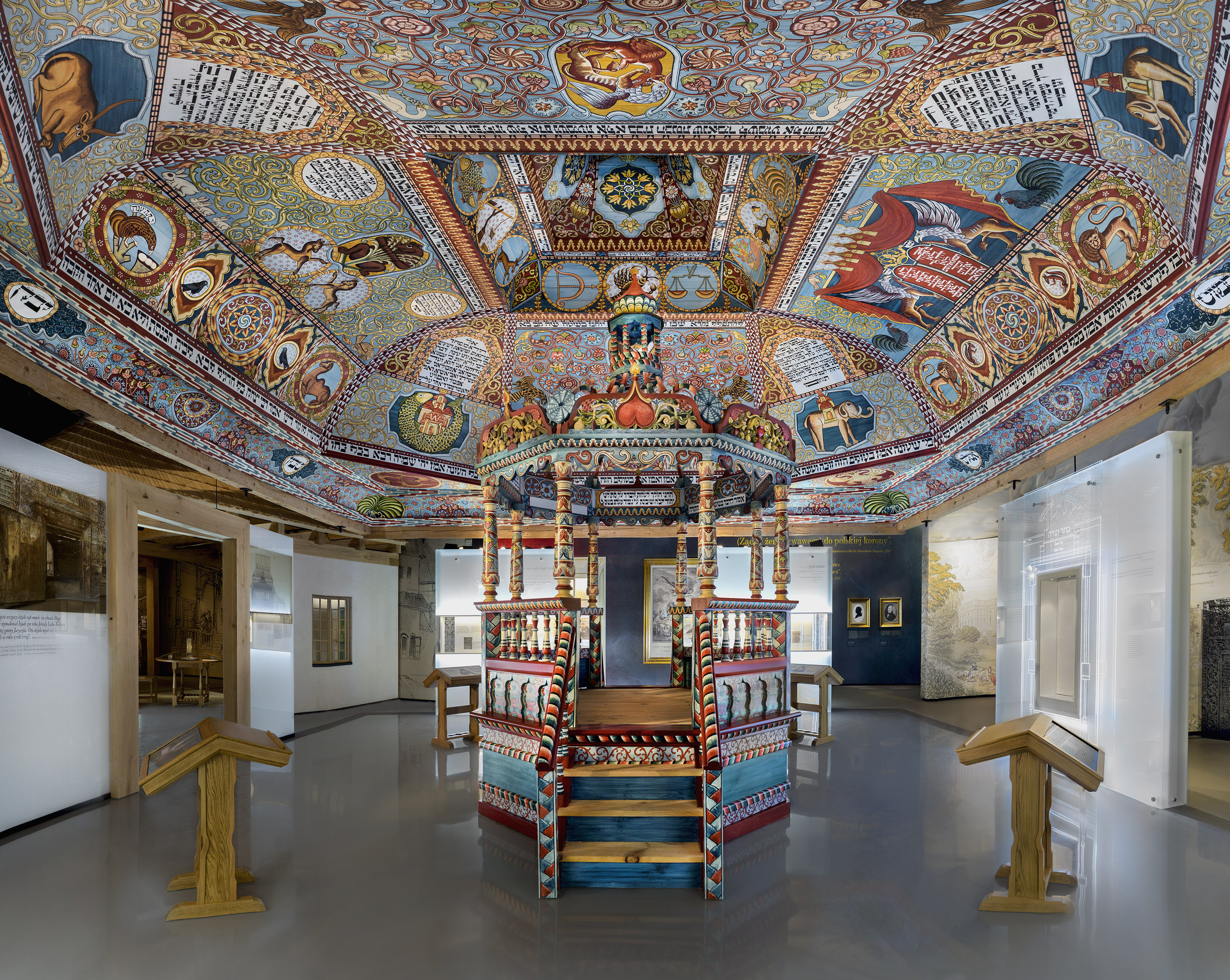
Реконструйоване склепіння і біма Гвоздецької синагоги в Музеї історії польських євреїв

## Експозиція
Основна експозиція займає понад 4000 м² простору. Вона складається з восьми галерей які зображають тисячолітню історію єврейської громади в Польщі, колись найбільшого єврейської спільноти у світі, майже повністю знищеного під час Голокосту. Експозиція, створена більш ніж 120 вченими та кураторами, містить мультимедійні розповіді з інтерактивними інсталяціями, картини, усні історії. Один з експонатів — копія даху і стелі Гвіздецької синагоги 17-го століття.

## Нагороди
- Премія Finlandia з архітектури (2014) від Фінської асоціації архітекторів (SAFA)[8]
- У 2016 році Polin отримав статус Європейського музею року[9].